# Supercopa d'Espanya de futbol 1990
La Supercopa d'Espanya de 1990 va ser un matx de futbol espanyol a dos partits jugats els dies 5 i 12 de desembre de 1990. El van disputar el FC Barcelona, que va ser guanyador de la Copa del Rei 1989-90, i el Reial Madrid CF, que va guanyar la Lliga espanyola 1989-90. El Reial Madrid va guanyar 5–1 en el global.

## Detalls del matx

### Anada
| FC Barcelona | 0–1     | Reial Madrid CF |
| ------------ | ------- | --------------- |
|              | Informe | Michel 54'      |

| FC Barcelona | Real Madrid CF |

| FC Barcelona: |              |                              |         |     |
|               |              |                              |         |     |
| GK            | 1            | Andoni Zubizarreta (c)       |         |     |
| DF            | 5            | Luis López Rekarte           |         |     |
| DF            | 3            | Àlex                         |         |     |
| DF            | 2            | Nando                        |         |     |
| DF            | 11           | Miquel Soler                 |         |     |
| MF            | 4            | Eusebio Sacristán            |         |     |
| MF            | 6            | Sebastià Herrera             | 27'     |     |
| MF            | 10           | Guillermo Amor               |         |     |
| FW            | 8            | Hristo Stoichkov             | 41' 41' |     |
| FW            | 9            | Julio Salinas                |         |     |
| FW            | 7            | Lluís Carreras               |         | 59' |
| Substitutes:  |              |                              |         |     |
| GK            | 13           | Carles Busquets              |         |     |
| MF            | 12           | Urbano                       |         | 59' |
| MF            | 14           | José Mari Bakero             |         |     |
| MF            | 15           | Francesc Xavier Sánchez Jara |         |     |
| FW            | 16           | Antonio Pinilla              |         |     |
| Manager:      |              |                              |         |     |
| Johan Cruyff  | Johan Cruyff | Johan Cruyff                 | 40' 40' |     |

| Real Madrid:       |    |                      |     |     |
|                    |    |                      |     |     |
| GK                 | 1  | Francisco Buyo       |     |     |
| DF                 | 2  | Chendo (c)           |     |     |
| DF                 | 4  | Fernando Hierro      |     |     |
| DF                 | 6  | Predrag Spasić       | 15' |     |
| DF                 | 3  | Jesús Solana         |     |     |
| MF                 | 8  | Míchel               |     | 86' |
| MF                 | 5  | Manuel Sanchís       | 49' |     |
| MF                 | 10 | Santiago Aragón      |     | 78' |
| MF                 | 11 | Francisco Villarroya |     |     |
| FW                 | 7  | Emilio Butragueño    |     |     |
| FW                 | 9  | Hugo Sánchez         | 89' |     |
| Substitutes:       |    |                      |     |     |
| GK                 | 13 | Pedro Jaro           |     |     |
| DF                 | 12 | Miguel Tendillo      |     |     |
| MF                 | 14 | Adolfo Aldana        |     | 78' |
| MF                 | 15 | Gheorghe Hagi        |     | 86' |
| FW                 | 16 | Sebastián Losada     |     |     |
| Manager:           |    |                      |     |     |
| Alfredo Di Stéfano |    |                      |     |     |

### Tornada
| Reial Madrid CF                                                    | 4–1     | FC Barcelona   |
| ------------------------------------------------------------------ | ------- | -------------- |
| Emilio Butragueño 22' 44' · Hugo Sánchez 56' · Santiago Aragón 70' | Informe | Goikoetxea 20' |

| Real Madrid | FC Barcelona |

| Real Madrid:       |    |                      |     |     |
|                    |    |                      |     |     |
| GK                 | 1  | Francisco Buyo       |     |     |
| DF                 | 2  | Chendo (c)           |     |     |
| DF                 | 4  | Fernando Hierro      | 19' |     |
| DF                 | 5  | Manuel Sanchís       |     |     |
| DF                 | 3  | Jesús Solana         | 60' |     |
| MF                 | 8  | Míchel               |     |     |
| MF                 | 6  | Juanjo Maqueda       |     |     |
| MF                 | 10 | Santiago Aragón      |     |     |
| MF                 | 11 | Francisco Villarroya |     |     |
| FW                 | 7  | Emilio Butragueño    |     | 75' |
| FW                 | 9  | Hugo Sánchez         |     | 75' |
| Substitutes:       |    |                      |     |     |
| GK                 | 13 | Pedro Jaro           |     |     |
| DF                 | 12 | Predrag Spasić       |     |     |
| MF                 | 14 | Adolfo Aldana        |     | 75' |
| MF                 | 15 | Gheorghe Hagi        |     |     |
| FW                 | 16 | Sebastián Losada     |     | 75' |
| Manager:           |    |                      |     |     |
| Alfredo Di Stéfano |    |                      |     |     |

| FC Barcelona: |    |                        |     |     |
|               |    |                        |     |     |
| GK            | 1  | Andoni Zubizarreta (c) |     |     |
| DF            | 2  | Sebastià Herrera       | 23' |     |
| DF            | 5  | Ricardo Serna          |     |     |
| DF            | 3  | Àlex                   | 14' |     |
| MF            | 7  | Jon Andoni Goikoetxea  |     |     |
| MF            | 4  | Eusebio                |     |     |
| MF            | 10 | Guillermo Amor         | 40' |     |
| MF            | 6  | Miquel Soler           |     |     |
| FW            | 9  | Julio Salinas          |     |     |
| FW            | 8  | Michael Laudrup        |     | 71' |
| FW            | 11 | Txiki Begiristain      |     | 46' |
| Substitutes:  |    |                        |     |     |
| GK            | 13 | Carles Busquets        |     |     |
| DF            | 12 | José Ramón Alexanko    |     |     |
| DF            | 15 | Luis López Rekarte     |     | 71' |
| MF            | 14 | Urbano                 |     |     |
| FW            | 16 | Lluís Carreras         |     | 46' |
| Manager:      |    |                        |     |     |
| Johan Cruyff  |    |                        |     |     |

## Campió
| Campió de la Supercopa d'Espanya 1990 |
| ------------------------------------- |
| Reial Madrid 3r títol                 |